# Ischnothele xera
Espèce
Ischnothele xera est une espèce d'araignées mygalomorphes de la famille des Ischnothelidae.

## Distribution
Cette espèce est endémique de Jamaïque.

## Description
La carapace du mâle holotype mesure 4,16 mm de long sur 3,70 mm,.

## Publication originale
- Coyle & Meigs, 1990 : Two new species of Ischnothele funnelweb spiders (Araneae, Mygalomorphae, Dipluridae) from Jamaica. Journal of Arachnology, vol. 18, no 1, p. 95-111 (texte intégral).